# Buddy Daddies
Buddy Daddies (バディ・ダディズ?, Badi Dadizu, lett. "Amici papà") è un anime della P.A. Works, prodotto da Aniplex e Nitroplus, diretto da Yoshiyuki Asai e scritto da Vio Shimokura della Nitroplus e Yūko Kakihara.
Katsutoshi Kitagawa, del gruppo musicale Round Table, ha composto la colonna sonora. Katsumi Enami ha realizzato i disegni dei personaggi originali mentre Souichirou Sako, direttore dell'animazione della serie assieme a Sanae Satō si è occupato di animare i personaggi.
Buddy Daddies è andato in onda dal 7 gennaio al 1º aprile 2023 su Tokyo MX e altre reti.

## Trama
Buddy Daddies è incentrato su una famiglia di tre persone che non sono imparentate tra loro: Kazuki Kurusu e Rei Suwa, due sicari che vivono sotto lo stesso tetto; e Miri, la figlia di un uomo ucciso da Kazuki che lei pensa essere il suo padre biologico.

## Personaggi e doppiatori
Kazuki Kurusu (来栖一騎?, Kurusu Kazuki)
Doppiato da: Toshiyuki Toyonaga (ed. giapponese)
È un assassino di 28 anni. È il compagno sicario di Rei che si prende cura di lui. Durante le missioni, si concentra sulla raccolta di informazioni in anticipo e sull'esecuzione del piano. Ha buone capacità di comunicazione e gli piace il gioco d'azzardo. È bravo a cucinare e a pulire. Aveva una moglie, Yuzuko, che era incinta del suo bambino, ma sono rimasti uccisi a causa del suo lavoro.
Rei Suwa (諏訪零?, Suwa Re)
Doppiato da: Kōki Uchiyama (ed. giapponese)
È un sicario di 25 anni che lavora insieme a Kazuki ed è anche un suo grande amico. È specializzato nel combattimento durante le missioni e tende ad essere eccessivo. Durante i momenti di riposo, si lascia andare e conduce uno stile di vita hikikomori, passando le notti a giocare ai videogiochi. Gli è difficile sorridere a causa della sua infanzia difficile e abusiva con suo padre, anch'egli un sicario professionista. Tuttavia, pian piano si affeziona a Miri e accetta il suo ruolo di uno dei suoi genitori insieme a Kazuki.
Miri Unasaka (海坂ミリ?, Unasaka Miri)
Doppiata da: Hina Kino (ed. giapponese)
Una bambina di quattro anni, che è stata mandata via dalla madre per essere affidata al suo padre di cui non aveva notizie da tempo, quando la madre non poteva più prendersi cura di lei. Si scopre che suo padre era proprio il bersaglio più recente di Kazuki e Rei, che hanno ucciso. Kazuki si assume la responsabilità di diventare il suo tutore, mentre Rei si affeziona al ruolo con il passare del tempo. Ama prendere in giro e giocare con Kazuki e Rei, chiamandoli affettuosamente i suoi "Papini".
Kyūtarō Kugi (九棋久太郎?, Kugi Kyūtarō)
Doppiato da: Toshiyuki Morikawa (ed. giapponese)
Un proprietario di un bar caffè che fornisce a Rei e Kazuki sia lavori che informazioni.

## Episodi
| nº | Titolo originale              | Diretto da                                       | Scritto da         | Storyboard di                   | Prima TV Giappone |
| --- | ----------------------------- | ------------------------------------------------ | ------------------ | ------------------------------- | ----------------- |
| 1 | Piece of Cake                 | Tomoaki Ōta                                      | Yūko Kakihara      | Yoshiyuki Asai                  | 7 gennaio 2023    |
| Due assassini professionisti, il giovane e inesperto Kazuki e il serio e taciturno Rei, hanno appena ucciso un contrabbandiere quando ricevono una chiamata improvvisa che li obbliga a prendersi cura della loro figlia Miri. Parecchi mesi prima, nella vigilia di Natale, Kazuki e Rei condividono un appartamento mentre svolgono il loro lavoro di assassini con il supporto del loro supervisore Kyutaro. Kazuki è tormentato dai ricordi della moglie incinta e, regolarmente, invia parti del suo stipendio a qualcuno. Il loro prossimo obiettivo è un trafficante di esseri umani che sta organizzando una festa in un hotel. Kazuki si infiltra nella festa consegnando una torta, con Rei nascosto all'interno del carrello dei cibi. Nel frattempo, una bambina di nome Miri arriva in città da sola, si dirige verso l'hotel e finisce nell'ascensore insieme a loro, rovinando così il loro piano. Miri rivela di essere alla ricerca di suo padre, che non ha mai incontrato, poiché sua madre le aveva detto che lui sarebbe stato all'hotel la vigilia di Natale. Involontariamente, Miri compromette la loro copertura e viene presa in ostaggio dal bersaglio. In un impeto frenetico, Kazuki dichiara di essere il padre di Miri, spingendo la bambina a gettarsi tra le sue braccia, permettendo a Rei di sparare al bersaglio e mettere fine alla minaccia. Tornati nel loro appartamento con Miri, trovano delle fotografie nella sua borsa che rivelano che il bersaglio che hanno ucciso era, in realtà, il padre biologico di Miri. |                               |                                                  |                    |                                 |                   |
| 2 | The Kiss of Death             | Noriyoshi Sasak                                  | Yūko Kakihara      | Yoshiyuki Asai                  | 14 gennaio 2023   |
| Kazuki e Rei iniziarono a considerare la possibilità di riportare Miri da sua madre, ma la piccola bambina non conosce l'indirizzo della madre. Senza alternative, portano Miri nel loro appartamento e convincono Kyutaro a cercare informazioni sulle fidanzate del padre della bambina. Kazuki e Rei così sperano di trovare la madre di Miri senza rivelare la sua esistenza a Kyutaro, che era già arrabbiato per quanto malamente hanno portato a termine l'assassinio Nel frattempo gli viene assegnata una nuova missione. Un alto misterioso sicario, di nome Ogino fa visita a Kyutaro. Al loro ritorno a casa, scoprono che Miri aveva distrutto completamente l'appartamento durante la loro assenza. Il loro prossimo obiettivo è un boss della droga, ma sono stati costretti a portare Miri con loro nella missione. Kazuki si infiltra nella casa, ma Miri lo scopre e rischiano entrambi di essere uccisi. Rei li salva e sono costretti a scappare senza uccidere il bersaglio. Kyutaro li licenzia dalla missione, ma li informa di aver localizzato una donna che potrebbe essere la fidanzata della loro vittima. I due sono sollevati poiché è probabile che sia la madre di Miri, così potranno liberarsi di Miri e riprendere il loro lavoro. Nel frattempo, Ogino riesce ad uccidere il boss della droga e le sue guardie. |                               |                                                  |                    |                                 |                   |
| 3 | Spice of Life                 | Shin'ya Kawatsura                                | Yūko Kakihara      | Jong Heo, Yoshiyuki Asai        | 21 gennaio 202    |
| 4 | What Will Be, Will Be         | Masakazu Takahashi                               | Yūko Kakihara      | Jong Heo                        | 28 gennaio 2023   |
| 5 | Crunch Time                   | Tetsuo Ichimura                                  | Yūko Kakihara      | Tetsuo Ichimura                 | 4 febbraio 2023   |
| 6 | Love Is Blind                 | Tatsuya Sasaki                                   | Yūko Kakihara      | Toshiya Shinohara               | 11 febbraio 2023  |
| 7 | After Rain Comes Fair Weather | Mitsutaka Noshitani                              | Yasuhiro Nakanishi | Masayuki Kojima                 | 18 febbraio 2023  |
| 8 | Nothing Seek, Nothing Find    | Akira Takamura, Noriyoshi Sasaki, Yoshiyuki Asai | Yasuhiro Nakanishi | Tensai Okamura                  | 25 febbraio 2023  |
| 8.5 | Cherry-Pick                   | -                                                | -                  | -                               | 4 marzo 2023      |
| Riepilogo dei precedenti otto episodi. |                               |                                                  |                    |                                 |                   |
| 9 | No Sweet Without Sweat        | Noriyoshi Sasaki                                 | Yūko Kakihara      | Hideaki Kurakawa                | 11 marzo 2023     |
| 10 | Lost at Sea                   | Hayato Sakai                                     | Yūko Kakihara      | Chizuko Kusakabe                | 18 marzo 2023     |
| 11 | Everyone Will Be Hypocrites   | Masakazu Takahashi, Yūri Hagiwara                | Yasuhiro Nakanishi | Katsumi Terahigashi, Yūichi Abe | 25 marzo 2023     |
| 12 | Daughter Daddies              | Tomoaki Ōta                                      | Vio Shimokura      | Tensai Okamura, Yoshiyuki Asai  | 1º aprile 2023    |